# Жіноча збірна Італії з хокею із шайбою
Жіноча збірна Італії з хокею із шайбою (італ. Nazionale di hockey su ghiaccio femminile dell'Italia) — національна жіноча команда Італії з хокею із шайбою, що представляє країну на міжнародних змаганнях. Управління збірною здійснюється Італійської федерацією видів спорту на льоду.

## Результати

### Виступи на Олімпійських іграх
- 2006 – 8-е місце

### Виступи на чемпіонатах світу
- 1999 – 1 місце (Група В)
- 2000 – 8 місце (Група В)
- 2001 – 2 місце (Дивізіон ІІА)
- 2003 – 4 місце (Дивізіон ІІ)[1]
- 2004 – 2 місце (Дивізіон ІІ)
- 2005 – 2 місце (Дивізіон ІІ)
- 2007 – 2 місце (Дивізіон ІІ)
- 2008 – 4 місце (Дивізіон ІІ)
- 2009 – 4 місце (Дивізіон ІІ)
- 2011 – 4 місце (Дивізіон ІІ)
- 2012 – 6 місце (Дивізіон ІВ)
- 2013 – 2 місце (Дивізіон ІІА)
- 2014 – 1 місце (Дивізіон ІІА)
- 2015 – 5 місце (Дивізіон ІВ)
- 2016 – 4 місце (Дивізіон ІВ)
- 2017 – 5 місце (Дивізіон ІВ)
- 2018 – 1 місце (Дивізіон ІВ)
- 2019 – 6 місце (Дивізіон ІА)
- 2022 – 3 місце (Дивізіон ІВ)
- 2023 – 3 місце (Дивізіон ІВ)
- 2024 – 3 місце (Дивізіон ІВ)
- 2025 – 1 місце (Дивізіон ІВ)